# Уильямс, Иньяки
Инья́ки Уи́льямс Артуэ́р (исп. Iñaki Williams Arthuer; род. 15 июня 1994, Бильбао, Страна Басков) — ганский и испанский футболист, нападающий клуба «Атлетик Бильбао» и сборной Ганы.

## Клубная карьера

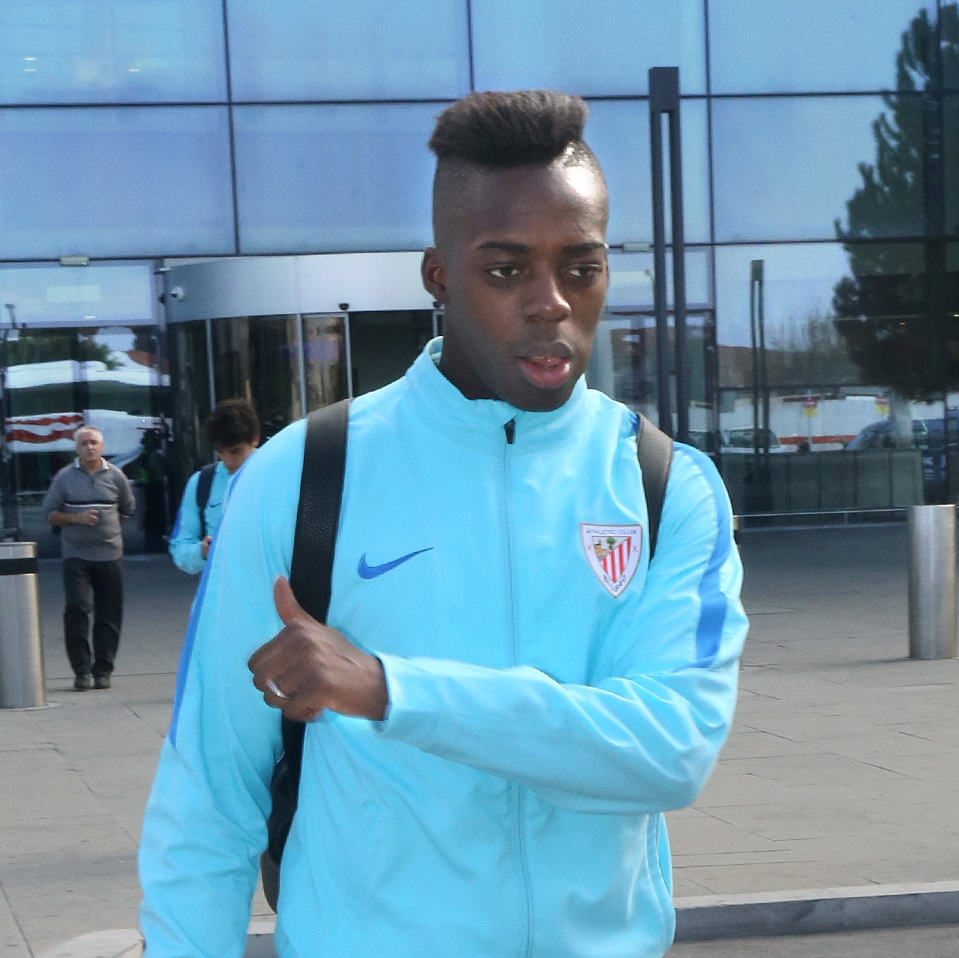
2015 год

Уильямс начинал свою карьеру в скромных футбольных командах из Памплоны. В 2012 году он пополнил состав молодёжной команды «Атлетика». В том же году он начал свои выступления за третью команду клуба — «Басконию». Через год был переведён во вторую команду. Сезон 2014/15 начинал в составе «Бильбао Атлетик», однако в декабре, в связи с травмой Арица Адуриса, стал привлекаться к играм первой команды. Дебютировал за «Атлетик» 6 декабря 2014 года в матче против «Кордобы». 17 мая 2015 года Уильямс забил свой единственный гол в своём дебютном сезоне, в матче против «Эльче». Следующий сезон начал продуктивно, забив в первых шести встречах четыре гола. С 2016 года не пропустил ни одного матча за клуб.
6 января 2022 года Уильямс не сыграл за «Атлетик» в матче кубка Испании против «Эльденсе». Этот матч стал первым пропущенным за 6 лет для него.

## Карьера в сборной
Дебютировал в составе молодёжной сборной Испании в 2015 году и провёл за неё три встречи и забил один гол.
В сентябре 2022 года был впервые вызван в сборную Ганы для участия в товарищеских матчах против сборных Бразилии и Никарагуа. 23 сентября дебютировал за сборную Ганы в игре против Бразилии, выйдя на замену Камалдину Сулемана.
14 ноября 2022 года был включён в официальную заявку сборной Ганы для участия в матчах чемпионата мира 2022 года в Катаре. На турнире сыграл в матче против сборной Португалии.

## Личная жизнь
Его родители беженцы из Африки. Отец Осей Уильямс и мать Мария Артуэр ганцы. Его младший брат Нико Уильямс также играет за команду «Атлетик Бильбао» и был включён в состав сборной Испании на чемпионат мира 2022 года.

## Статистика выступлений

### Клубная статистика
| Выступление      | Выступление      | Выступление      | Чемпионат | Чемпионат | Кубки | Кубки | Еврокубки | Еврокубки | Прочее | Прочее | Итого | Итого |
| Клуб             | Лига             | Сезон            | Игры      | Голы      | Игры  | Голы  | Игры      | Голы      | Игры   | Голы   | Игры  | Голы  |
| ---------------- | ---------------- | ---------------- | --------- | --------- | ----- | ----- | --------- | --------- | ------ | ------ | ----- | ----- |
| Баскония         | Терсера          | 2013/2014        | 18        | 7         | —     | —     | —         | —         | —      | —      | 18    | 7     |
| Баскония         | Итого            | Итого            | 18        | 7         | 0     | 0     | 0         | 0         | 0      | 0      | 18    | 7     |
| Бильбао Атлетик  | Сегунда Б        | 2013/2014        | 14        | 8         | —     | —     | —         | —         | —      | —      | 14    | 8     |
| Бильбао Атлетик  | Сегунда Б        | 2014/2015        | 18        | 13        | —     | —     | —         | —         | —      | —      | 18    | 13    |
| Бильбао Атлетик  | Итого            | Итого            | 32        | 21        | 0     | 0     | 0         | 0         | 0      | 0      | 32    | 21    |
| Атлетик Бильбао  | Ла Лига          | 2014/2015        | 19        | 1         | 4     | 1     | 2         | 1         | —      | —      | 25    | 3     |
| Атлетик Бильбао  | Ла Лига          | 2015/2016        | 25        | 8         | 5     | 3     | 7         | 2         | 0      | 0      | 37    | 13    |
| Атлетик Бильбао  | Ла Лига          | 2016/2017        | 38        | 5         | 3     | 2     | 8         | 1         | —      | —      | 49    | 8     |
| Атлетик Бильбао  | Ла Лига          | 2017/2018        | 38        | 7         | 1     | 0     | 13        | 3         | —      | —      | 52    | 10    |
| Атлетик Бильбао  | Ла Лига          | 2018/2019        | 38        | 13        | 3     | 2     | —         | —         | —      | —      | 41    | 15    |
| Атлетик Бильбао  | Ла Лига          | 2019/2020        | 38        | 6         | 8     | 4     | —         | —         | —      | —      | 46    | 10    |
| Атлетик Бильбао  | Ла Лига          | 2020/2021        | 38        | 6         | 6     | 1     | —         | —         | 2      | 1      | 46    | 8     |
| Атлетик Бильбао  | Ла Лига          | 2021/2022        | 38        | 8         | 4     | 0     | —         | —         | 2      | 0      | 44    | 8     |
| Атлетик Бильбао  | Ла Лига          | 2022/2023        | 36        | 10        | 6     | 1     | —         | —         | —      | —      | 42    | 11    |
| Атлетик Бильбао  | Ла Лига          | 2023/2024        | 34        | 12        | 5     | 2     | —         | —         | —      | —      | 39    | 14    |
| Атлетик Бильбао  | Ла Лига          | 2024/2025        | 18        | 4         | 1     | 0     | 6         | 4         | —      | —      | 25    | 8     |
| Атлетик Бильбао  | Итого            | Итого            | 360       | 80        | 46    | 16    | 36        | 11        | 4      | 1      | 446   | 108   |
| Всего за карьеру | Всего за карьеру | Всего за карьеру | 410       | 108       | 46    | 16    | 36        | 11        | 4      | 1      | 496   | 136   |

### Международная статистика
| Сборная          | Сезон            | Товарищеские | Товарищеские | Официальные | Официальные | Итого | Итого |
| Сборная          | Сезон            | Игры         | Голы         | Игры        | Голы        | Игры  | Голы  |
| ---------------- | ---------------- | ------------ | ------------ | ----------- | ----------- | ----- | ----- |
| Испания          |                  |              |              |             |             |       |       |
| 2016             | 1                | 0            | 0            | 0           | 1           | 0     |       |
| Всего за карьеру | Всего за карьеру | 1            | 0            | 0           | 0           | 1     | 0     |

| Сборная          | Сезон            | Товарищеские | Товарищеские | Официальные | Официальные | Итого | Итого |
| Сборная          | Сезон            | Игры         | Голы         | Игры        | Голы        | Игры  | Голы  |
| ---------------- | ---------------- | ------------ | ------------ | ----------- | ----------- | ----- | ----- |
| Гана             |                  |              |              |             |             |       |       |
| 2022             | 3                | 0            | 1            | 0           | 4           | 0     |       |
| Всего за карьеру | Всего за карьеру | 3            | 0            | 1           | 0           | 4     | 0     |

### Матчи за сборные
| Матчи Иньяки Уильямса за сборную Испании | Матчи Иньяки Уильямса за сборную Испании | Матчи Иньяки Уильямса за сборную Испании | Матчи Иньяки Уильямса за сборную Испании | Матчи Иньяки Уильямса за сборную Испании | Матчи Иньяки Уильямса за сборную Испании | Матчи Иньяки Уильямса за сборную Испании |
| №                                        | Дата                                     | Оппонент                                 | Счёт                                     | Голы                                     | Соревнование                             |                                          |
| ---------------------------------------- | ---------------------------------------- | ---------------------------------------- | ---------------------------------------- | ---------------------------------------- | ---------------------------------------- | ---------------------------------------- |
| 1                                        | 29 мая 2016                              | Босния и Герцеговина                     | 3:1                                      | —                                        | Товарищеский матч                        |                                          |

Итого: 1 матч / 0 голов; 1 победа, 0 ничьих, 0 поражений.
| № | Дата             | Оппонент   | Счёт | Голы | Карточки | Минуты | Соревнование            |
| - | ---------------- | ---------- | ---- | ---- | -------- | ------ | ----------------------- |
| 1 | 23 сентября 2022 | Бразилия   | 0:3  | —    | —        | 45'    | Товарищеский матч       |
| 2 | 27 сентября 2022 | Никарагуа  | 1:0  | —    | —        | 86'    | Товарищеский матч       |
| 3 | 17 ноября 2022   | Швейцария  | 2:0  | —    | —        | 62'    | Товарищеский матч       |
| 4 | 24 ноября 2022   | Португалия | 2:3  | —    | —        | 90'    | Финальные матчи ЧМ-2022 |

Итого: 4 матча / 0 голов; 2 победы, 0 ничьих, 2 поражение.

## Достижения

### Командные
«Атлетик Бильбао»
- Обладатель Кубка Испании: 2023/24
- Обладатель Суперкубка Испании: 2021[15]

### Личные
- Игрок месяца Ла Лиги: январь 2019[16]
- Африканский игрок сезона в Ла Лиге (2): 2023/24[17], 2024/25[18]